# Diane Bish
Diane Joyce Bish (Wichita, 25 maggio 1941) è un'organista, compositrice e produttrice televisiva statunitense.
Svolge l'attività concertistica come organista e direttore d'orchestra in Nord America ed in Europa, ed è ideatrice e conduttrice del programma di divulgazione musicale The Joy of Music.

## Biografia
Ha iniziato gli studi in Kansas con Dorothy Addy, proseguendo poi in Europa, grazie a borse di studio, perfezionandosi ad Amsterdam con Gustav Leonhardt,  ed a Parigi con Nadia Boulanger e Marie-Claire Alain .
Nel 1970 inizia l'attività di organista, proseguita poi per più di 20 anni, presso la Coral Ridge Presbyterian Church  di Fort Lauderdale, in Florida, dove progetta anche un grandissimo organo, costruito dai Ruffatti, e istituisce corsi di insegnamento per la musica sacra.
Nel frattempo inizia la produzione di un programma televisivo settimanale, The Joy of Music, in cui propone l'ascolto di concerti da lei eseguiti in tutto il mondo su alcuni tra i più importanti organi, in chiese o sale da concerto; spesso la musica è introdotta da una breve spiegazione dell'artista.
Nel 1989, le viene assegnato il premio dalla National Federation of Music Clubs.

## Discografia
Diane Bish è stata la prima americana ad effettuare la registrazione di una esecuzione con i quattro organi della Cattedrale di Friburgo.
In più di 30 album sono raccolte registrazioni di musica per organo, organo ed orchestra, organo ed arpa.
- 1970 - Christmas Festival
- 1978 -  Artistry of Diane Bish
- Favorites from Freiburg Cathedral
- 1979 -  The Passion Symphony
- 1978 -  Pipes and More Pipes
- 1980 -  The Joy of Christmas
- 1980 -  The Glory of the Organ
- Hymns on Coral Ridge Organ
- 1985 -  Praise to the Lord
- 1989 -  Morning Has Broken
- 1990 -  Glorious pipes
- 1990 -  Great European Organs
- 1990 -  The Joy of Music presents Hymns and Classics
- Sixty-six hundred voices of praises